# Stabburtjärnen, Jämtland
Stabburtjärnen är en sjö i Strömsunds kommun i Jämtland och ingår i Ångermanälvens huvudavrinningsområde. Sjön har en area på 0,0504 kvadratkilometer och ligger 564,7 meter över havet. Stabburtjärnen ligger i Saxvattnet Natura 2000-område.

## Delavrinningsområde
Stabburtjärnen ingår i det delavrinningsområde (717378-147174) som SMHI kallar för Utloppet av Baksjön. Medelhöjden är 562 meter över havet och ytan är 2,6 kvadratkilometer. Räknas de 2 avrinningsområdena uppströms in blir den ackumulerade arean 5,84 kvadratkilometer. Vattendraget som avvattnar avrinningsområdet har biflödesordning 4, vilket innebär att vattnet flödar genom totalt 4 vattendrag innan det når havet efter 275 kilometer. Avrinningsområdet består mestadels av skog (67 procent) och sankmarker (13 procent). Avrinningsområdet har 0,51 kvadratkilometer vattenytor vilket ger det en sjöprocent på 19,6 procent.